# Grace di Monaco (film)
Grace di Monaco (Grace of Monaco) è un film del 2014 diretto da Olivier Dahan.
Il film è basato su un anno (a cavallo fra il 1961 e il 1962) della vita di Grace Kelly, musa del regista Alfred Hitchcock divenuta principessa di Monaco in seguito alle nozze con il principe Ranieri III. Nicole Kidman interpreta il ruolo protagonista della diva, affiancata da Frank Langella, Milo Ventimiglia, Paz Vega e Tim Roth. Il film ha ricevuto una fredda accoglienza di stampa e critica.

## Trama
Principato di Monaco, dicembre 1961. Alfred Hitchcock cerca di convincere Grace Kelly, da cinque anni moglie del principe Ranieri III, a tornare a Hollywood offrendole la parte della protagonista nel suo nuovo film, Marnie, e un contratto da un milione di dollari. La principessa, spesso frustrata perché il suo ruolo di moglie di un capo di stato le consente al massimo di occuparsi di opere benefiche, è molto interessata all'offerta e chiede a suo marito il permesso di accettarla, cosa su cui lui sembra essere d'accordo.
Nel frattempo, la tensioni tra Francia e Monaco aumentano a causa della tassazione zero garantita dal Principato, la cui economia si basa molto sui casinò nei quali si riversano molti aristocratici: infatti viene chiesto al principe di impugnare l'imposta sul reddito e dare i ricavi alla Francia, che considera Monaco solo un protettorato concesso generosamente e che intende annettere come semplice provincia.
Data la reticenza del principe, la Francia concede sei mesi di tempo affinché egli rinunci allo stato, avviando i primi passi verso un embargo commerciale contro Monaco; inoltre, il governo francese avvia contatti clandestini con i membri più stretti della famiglia di Ranieri, come sua sorella Antonietta, per contribuire ad accelerare l'accettazione del principe alle richieste fattegli, in cambio di favori. Tutto ciò finisce per inasprire anche il rapporto tra Ranieri e Grace, così da indurre il principe a riconsiderare il consenso dato alla moglie per partecipare al film di Hitchcock.
La principessa sente il bisogno di fare il punto sulle sue responsabilità e rivalutare le sue priorità: decide quindi di focalizzarsi sulla partecipazione al miglioramento degli ospedali e degli aiuti della Croce Rossa in tutta Europa, e organizza un ballo di beneficenza che si terrà in ottobre allo scopo di raccogliere fondi e migliorare il prestigio di Monaco. Inaspettatamente, Grace riceve un rapporto che presenta prove fotografiche che vedono Antonietta negoziare segretamente con la Francia e il presidente Charles de Gaulle, cosa che riferisce immediatamente al marito; Ranieri denuncia la condotta della sorella e provvede a far esiliare lei e il cognato da Monaco, secondo le dovute procedure.
Alla fine, Grace decide che l'offerta di Hollywood non fa per lei e non è più un'opzione praticabile date le sue nuove responsabilità diplomatiche e politiche a Monaco. Il ballo di beneficenza internazionale per la Croce Rossa si rivela un grande successo e Monaco ottiene un significativo capitale politico internazionale dall'evento, che consente al principe e alla principessa di preservare la sovranità di Monaco.

## Produzione

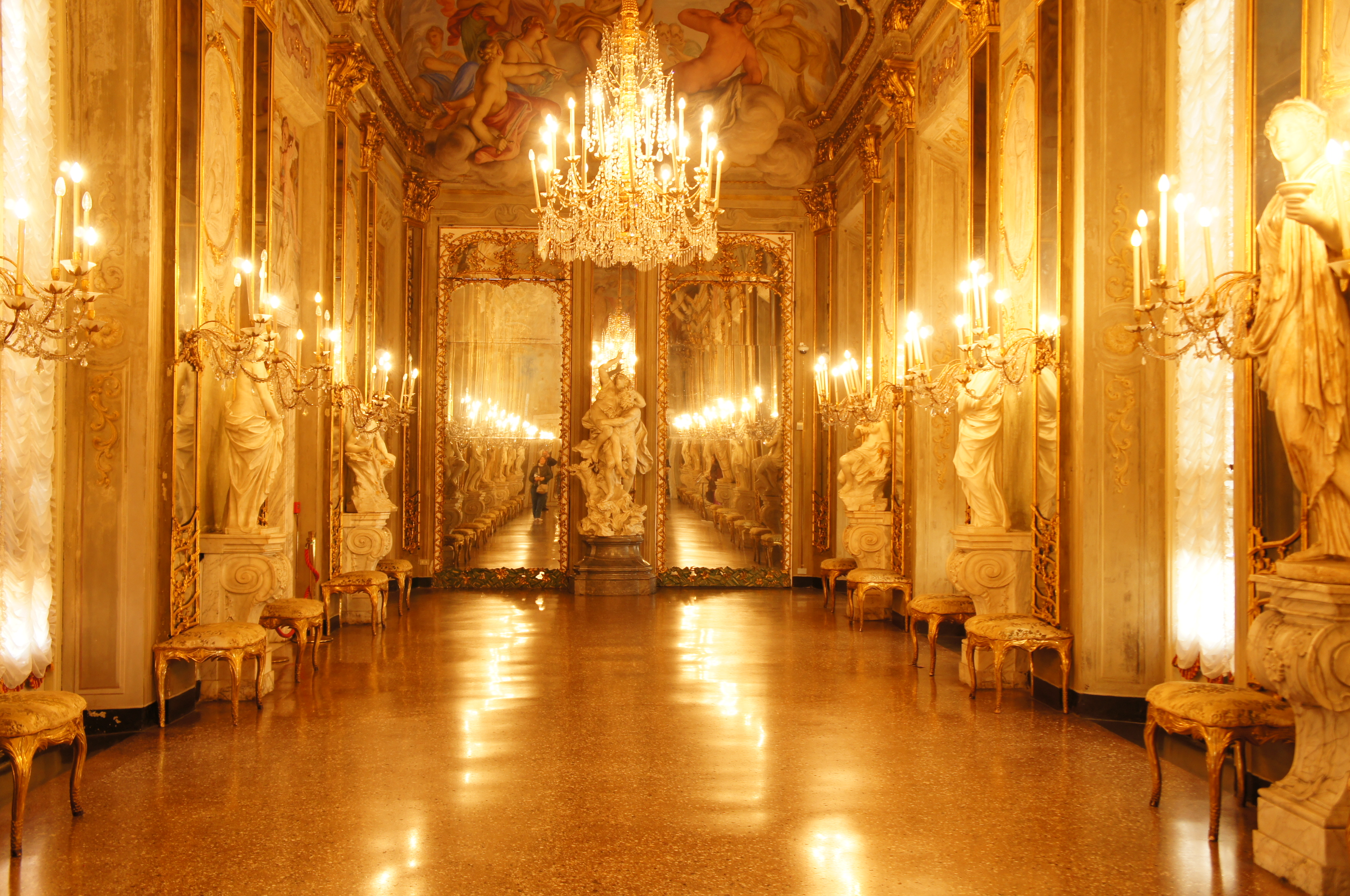
La Galleria degli Specchi del Palazzo Reale di Genova, usata come location come il Palazzo dei Principi di Monaco.

Le riprese del film sono incominciate nel settembre 2012 in Francia, a Parigi e Mentone. Sono proseguite a ottobre in Italia, prima a Grimaldi, il paesino vicino a Ventimiglia che porta lo stesso nome della casa reale di Monaco, e poi a Mortola, presso Villa Hanbury.
La produzione si è poi spostata a Monaco, dove ha ottenuto il permesso di girare nella piazza principale e presso il casinò di Monte Carlo, e a novembre in Grecia. Nel gennaio 2013 è tornata in Italia, a Genova, dove il Palazzo Reale e la sua famosa Galleria degli Specchi sono stati trasformati nel Palazzo dei Principi di Monaco.. Al film hanno partecipato in un piccolo ruolo le figlie dell'erede al trono delle Due Sicilie Carlo di Borbone-Due Sicilie.

## Distribuzione
Il film doveva uscire nelle sale cinematografiche statunitensi e britanniche a marzo 2014, ma la distribuzione è stata posticipata al 15 maggio 2014, la stessa data in cui è uscito anche in Italia. La pellicola è stata il film d'apertura del Festival di Cannes 2014, dove è stata presentata fuori concorso.
In Italia il film è uscito in DVD a ottobre del 2014.